# 法明顿 (特拉华州)
法明顿（英語：Farmington），是美国特拉华州肯特县（Kent）下属的一座城镇，面积为0.19平方公里，均为陆地。2011年的数据显示该地有人口113人。论人口在本州排行第56。